# Elmomorphus striatellus
Elmomorphus striatellus is een keversoort uit de familie ruighaarkevers (Dryopidae). De wetenschappelijke naam van de soort werd in 1968 gepubliceerd door Delève.